# Ovrucs

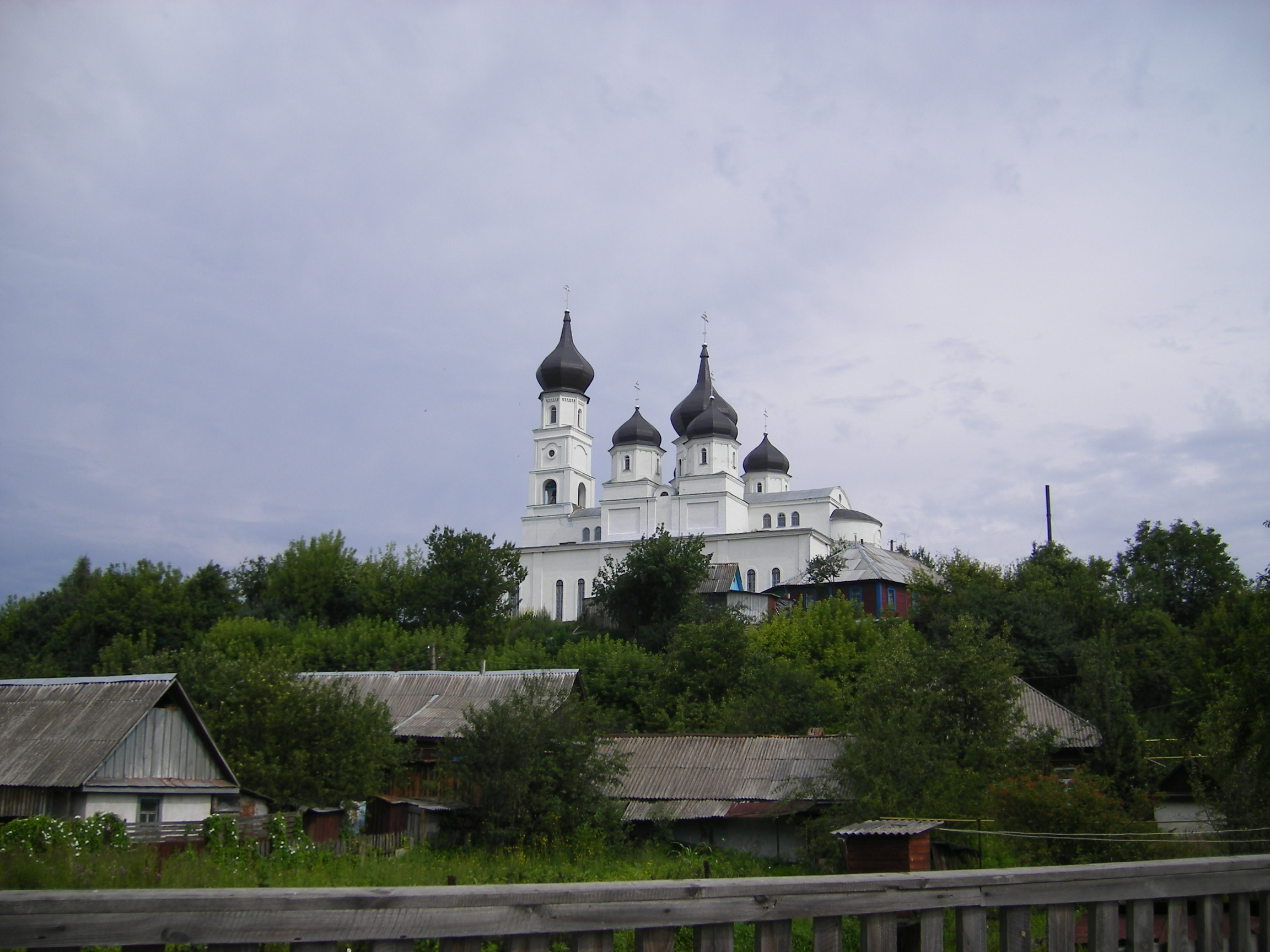
Ovrucs látképe a templommal

Ovrucs (Овруч) város Ukrajna Zsitomiri területén, a Polisszja (Poleszje) erdős-mocsaras síkvidékén, a Norin partján fekszik. Az Ovrucsi járás székhelye. A 2001-es népszámláláskor 19 ezer lakosa volt.
Vasúti csomópont, vasútvonalak mennek Mazir, Szarni, Koroszteny és Csernyihiv felé. Élelmiszer- (tej- és húsfeldolgozás, konzervgyár), lenfeldolgozó- és építőipara van, környékén kvarcitkitermelés folyik.
Első írásos említése 977-ből származik, Vrucsij néven mint a drevljan törzs települése szerepelt. 1356-ban a Litván Fejedelemséghez került. A tatárok 1399-ben, 1483-ban és 1506-ban is pusztították a települést. 1641-ben kapta meg a magdeburgi városi jogokat. 1648-1667 között Bohdan Hmelnickij felkelői uralták. 1793-ban Oroszországhoz csatolták. A német megszállás alatt (1941-1943) a környéken jelentős partizántevékenység folyt. Közelében esett el 1943 novemberében Ján Nálepka, a Szovjetunióban szervezett szlovák partizánegység parancsnoka, akit itt temettek el. 1974-ben 14,2 ezer lakosa volt.
A román stílusú Szt. Vaszilij-templom az 1190-es években épült, de a 19. századra csak romjai maradtak fenn. 1907-1911 között Alekszej Scsucsev vezetésével eredeti formájában újjáépítették.

## Külső hivatkozások
- Információs honlap (oroszul)
- Ovrucs nevezetességei (ukránul)

1. ↑  Ukrán Statisztikai Hivatal: Чисельність наявного населення України на 1 січня 2022 року. Number of Present Population of Ukraine, as of January 1, 2022 . Ukrán Statisztikai Hivatal